# Seleção Australiana de Rugby Sevens Feminino
A Seleção Australiana de rugby sevens representa a Austrália nos torneios de rugby sevens. É uma das seleções mais renomadas do esporte, sendo a primeira campeã da Copa do Mundo de Rugby Sevens e uma das principais equipes da Série Mundial Feminina de Rugby Sevens, tendo vencido a edição de 2015–16.
Em 2016, participou na primeira aparição do rugby sevens nos Jogos Olímpicos de Verão. Jogando contra a Nova Zelândia, conquistou a primeira medalha de ouro do país vencendo a adversária por 24-17 em 8 de agosto.

## Desempenho

### Jogos Olímpicos
| 2016  | Campeãs          | 1º  | 6  | 5  | 1 | 0 |
| 2020  | Quartas de final | 5º  | 6  | 4  | 0 | 2 |
| 2024  | Semifinais       | 4º  | 6  | 4  | 0 | 2 |
| Total | 1 títulos        | 1/3 | 18 | 13 | 1 | 4 |

### Copa do Mundo
| 2009  | Campeãs          | 1º  | 6  | 5  | 0 | 1 |
| 2013  | Quartas-de-final | 5º  | 6  | 5  | 0 | 1 |
| 2018  | Terceiro lugar   | 3º  | 4  | 3  | 0 | 1 |
| Total | 1 título         | 1/6 | 16 | 13 | 0 | 3 |